# Zhang Li (cyclisme)
Pour les articles homonymes, voir Zhang Li.
Dans ce nom, le nom de famille, Zhang, précède le nom personnel.
Zhang Li (chinois simplifié : 张利 ; chinois traditionnel : 張利 ; pinyin : Zhāng lì), né le 23 janvier 1982, est un coureur cycliste chinois.

## Biographie
Malgré son statut amateur, Zhang Li remporte sa première victoire en 2008, lors de la troisième étape du Tour de la mer de Chine méridionale.

## Palmarès sur route
- 2008
  - 3e étape du Tour de la mer de Chine méridionale
- 2010
  - Wuyishan Mountain Cup
- 2011
  - Giant & Shimano Bicycle Festival
  - Shenzhen Red Bull Race
- 2012
  - Shanghai China Road Race Series 4
  - Dapeng Taokas Cup
  - 2e étape du Tour de la rivière Xiang
- 2013
  - Guangdong Challenge
  - Fogang Aoyuan Bike Race

## Classements mondiaux
| Année         | 2009 |
| ------------- | ---- |
| UCI Asia Tour | 194e |